# TAR Aerolíneas
TAR Aerolíneas è una compagnia aerea regionale messicana con sede a Santiago de Querétaro mentre il suo hub principale è l'Aeroporto Internazionale di Santiago de Querétaro.

## Storia
TAR ha iniziato le operazioni di volo nell'aprile 2012 quando il governo messicano ha concesso l'autorizzazione per effettuare voli di linea regolari verso la Link Corporación Áerea. Nel settembre 2012, Link ha acquistato tre jet Embraer ERJ 145, con una capacità di 50 passeggeri, che sono stati consegnati a febbraio 2014 per iniziare i servizi di volo di linea. La compagnia aerea ha iniziato i servizi nel marzo 2014, come TAR Aerolíneas con un volo diretto tra Quéretaro e Puerto Vallarta. L'obiettivo di TAR è quello di diventare la compagnia aerea regionale più importante del paese, con una strategia di crescita multiregionale cellulare. Con lo sviluppo delle rotte regionali, TAR mira a sviluppare una forte presenza in diverse regioni, tra cui la penisola dello Yucatán, il Golfo del Messico, la regione del Nord settentrionale, il Pacifico e il sud.

## Flotta

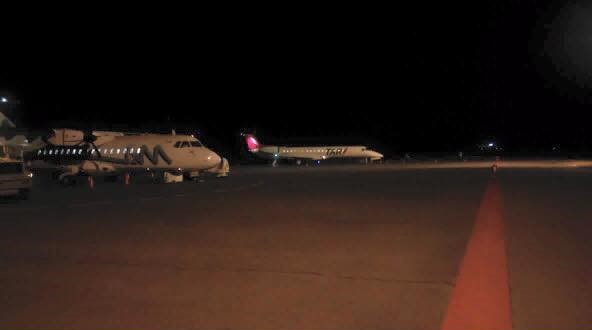
Un Embraer ERJ 145LR di TAR Aerolíneas.

A ottobre 2019 la flotta TAR Aerolíneas risulta composta dai seguenti aerei:
| Aereo             | In flotta | Ordini | Passeggeri | Note |
| ----------------- | --------- | ------ | ---------- | ---- |
| Embraer ERJ 145LR | 12        | —      | 50         |      |
| Totale            | 12        | —      |            |      |